# Seznam lvovských latinských biskupů a arcibiskupů
Toto je seznam latinských biskupů a arcibiskupů v Halyči a Lvově.

## Arcibiskupové halyčtí
- 1367–1372 Christian OFM
- 1375–1380 Matthias von Eger
- 1384–1390 Bernhard
- 1391–1409 Bl. Jakub Strzemię (Jakub Strepa)
- 1410–1412 Mikołaj Trąba

## Arcibiskupové lvovští
- 1412–1436 Jan Rzeszowski
- 1437–1450 Jan Odrowąż
- 1451–1477 Grzegorz ze Sanoku
- 1480 Jan Długosz
- 1481–1488 Jan Strzelecki (Wątróbka)
- 1488–1503 Jędrzej Boryszewski
- 1505–1540 Bernard Wilczek
- 1540–1554 Piotr Starzechowski
- 1555–1560 Feliks Ligęza
- 1561–1565 Paweł Tarło
- 1565–1575 Stanisław Słomowski
- 1576–1582 Jan Sieniński
- 1583–1603 Jan Dymitr Solikowski
- 1604–1614 Jan Zamoyski
- 1614–1633 Jan Andrzej Próchnicki
- 1633–1645 Stanisław Grochowski
- 1645–1653 Mikołaj Krosnowski
- 1654–1669 Jan Tarnowski
- 1670–1677 Albert Koryciński
- 1681–1698 Konstanty Lipski
- 1700–1709 Konstanty Zieliński
- 1710–1711 Mikołaj Popoławski
- 1713–1733 Jan Skarbek
- 1737–1757 Mikołaj Gerard Wyżycki
- 1757 Mikołaj Dembowski
- 1758–1759 Władysław Aleksander Łubieński
- 1760–1780 Wacław Hieronim Sierakowski
- 1780–1797 Ferdinand Onufry Kicki
- 1797–1812 Kajetan Ignacy Kicki
- 1815–1833 Ondřej Alois Ankwicz ze Skarbek-Poslawice
- 1834–1835 Franz Xaver Luschin
- 1835–1846 František Pištěk
- 1847–1848 Václav Vilém Václavíček
- 1848–1858 Łukasz Baraniecki
- 1860–1884 Franciszek Ksawery Wierzchleyski
- 1885–1900 Seweryn Morawski
- 1900–1923 Sv. Józef Bilczewski
- 1923–1945 Bolesław Twardowski
- 1945–1962 Eugeniusz Baziak
  - 1962-1964 Michał Orliński (Apoštolský administrátor)
  - 1964-1973 Jan Nowicki (Apoštolský administrátor)
  - 1973-1983 Marian Rechowicz (Apoštolský administrátor)
  - 1983-1984 Stanisław Cały (Apoštolský administrátor)
  - 1984-1991 Marian Jaworski (Apoštolský administrátor)
- 1991–2008 Kardinál Marian Jaworski
- od 2008 Mieczysław Mokrzycki